# Lasaeola testaceomarginata
Lasaeola testaceomarginata är en spindelart som beskrevs av Simon 1881. Lasaeola testaceomarginata ingår i släktet Lasaeola och familjen klotspindlar. Inga underarter finns listade i Catalogue of Life.